# وین بولیمور
وین بولیمور (انگلیسی: Wayne Bullimore؛ زادهٔ ۱۲ سپتامبر ۱۹۷۰) بازیکن فوتبال اهل بریتانیا است.
از باشگاه‌هایی که در آن بازی کرده‌است می‌توان به باشگاه فوتبال برافورد پارک آونیو، باشگاه فوتبال پیتربورو یونایتد، باشگاه فوتبال دونکستر راورز، باشگاه فوتبال بارنزلی، باشگاه فوتبال ویکفیلد، باشگاه فوتبال استوک‌پورت کانتی، باشگاه فوتبال اسکانتورپ یونایتد، باشگاه فوتبال بارو، باشگاه فوتبال استالی‌بریج سلتیک، باشگاه فوتبال منچستر یونایتد، باشگاه فوتبال گرنثم تاون، و باشگاه فوتبال برادفورد سیتی اشاره کرد.